# Dražiniće
Dražiniće (cyr. Дражиниће) – wieś w Serbii, w okręgu raskim, w mieście Kraljevo. W 2011 roku liczyła 79 mieszkańców.